# Автошлях Т 1712
Автошля́х Т 1712 — автомобільний шлях територіального значення у Полтавській області. Проходить територією Карлівського, Машівського та Полтавського районів через Карлівку — Машівку до перетину з E40. Загальна довжина — 38,1 км.

## Маршрут
Автошлях проходить через такі населені пункти:
| Автошлях Т 1712    |        |
| Полтавська область |        |
| Карлівський район  |        |
| Карлівка           | Р11    |
| Машівський район   |        |
| Калинівка          |        |
| Машівка            | Т 1735 |
| Селещина           |        |
| Полтавський район  |        |
| Минівка            |        |
| Портнівка          |        |
| Марківка           |        |
|                    | E40М03 |